# Човек и биосфера
МАБ је скраћеница на енглеском језику са значењем „човек и биосфера”. Програм МАБ постоји од 1970. године у оквиру УНЕСКО-а. Један од пројеката програма МАБ било је и стварање светске мреже заштићених подручја названих резервати биосфере. Њихов концепт је одређен 1974. године, а први резервати формирани су 1976. године.
Три су основне функције резервата биосфере:
- заштита – предела, екосистема, врста и генетичке разноврсности
- развој – друштвено-економски заснован на принципима одрживости
- подршка – научно-истраживачки рад, праћење стања (мониторинг), образовање и размена информација

Резервати су просторно организовани у три зоне, са различитим функцијама и режимима заштите:
- централна зона (core area) – највиши степен заштите, једина дозвољена активност у овој зони је праћење стања и истраживање
- тампон зона (buffer area) – дозвољава одређене активности (пољопривреда, рекреација, туризам)
- прелазна зона (transition area) – има наглашену развојну улогу у складу са принципима одрживости

Акциони план за резервате биосфере сачињен је 1984. године након првог међународног конгреса о резерватима биосфере у Минску. У складу с дешавањима везаним за Светски самит у Риу 1992. године и развој интернета, била је очигледна потреба за новом стретегијом за резервате биосфере која је усвојена на другом конгресу у Севиљи 1995. године и садржи четири основна циља:
- очување природне и културне разноврсности
- активно учешће локалног становништва у управљању резерватом усклађено с просторним планирањем
- истраживање, праћење, образовање и обучавање
- формирање светске мреже резервата биосфере

Трећи међународни конгрес одржан је у фебруару 2008. године у Мадриду, а Четврти међународни конгрес о резерватима биосфере је одржан у марту 2016. године у Лими. На конгресу у Лими је усвојен акциони план за резервате биосфере за период до 2025. године.
Светска мрежа 2018. године броји 686 резервата биосфере у 122 државе. У Србији су проглашена два резервата биосфере и то Голија-Студеница 2001. године и Бачко Подунавље 2017. године, а у Црној Гори Слив реке Таре 1976. године.
Централна канцеларија програма МАБ налази се у седишту УНЕСКО-а у Паризу, док у свакој држави чланици постоји Комитет за МАБ у оквиру Националне комисије за УНЕСКО која је обично при Министарству иностраних послова.